# بخش بومهن
بخش بومهن یکی از بخش‌های شهرستان پردیس در استان تهران ایران است.

## تقسیمات کشوری
- بخش بومهن
  - دهستان گلخندان
  - دهستان طاهرآباد

شهر: بومهن

## جمعیت
براساس سرشماری مرکز آمار ایران در سال ۱۳۹۵، جمعیت بخش بومهن ۸۰،۶۴۰ نفر بوده‌است.